# Bảo tàng Đường sắt Narrow Gauge Wenecja

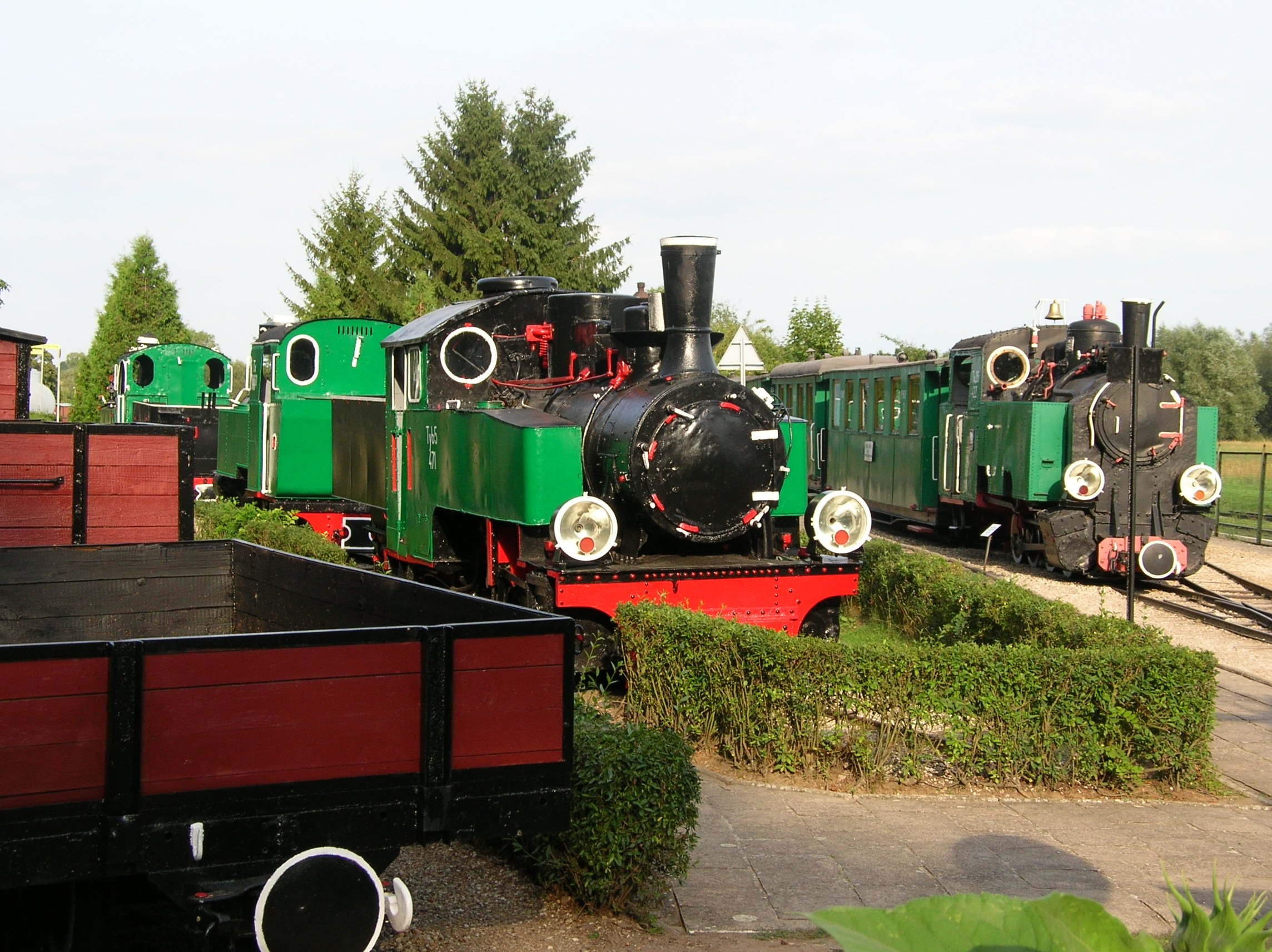
Tổng quan

Bảo tàng Đường sắt Narrow Gauge ở Wenecja (Venice Ba Lan) gần Żnin (Ba Lan) là một bảo tàng ngoài trời thu thập và trưng bày đầu máy hơi nước, xe khách và xe chở hàng, xe đẩy, dụng cụ đường sắt, thiết bị báo hiệu, vật dụng của phòng chờ cũ, bản đồ cũ. Bảo tàng Đường sắt Narrow Gauge ở Wenecja là một bộ phận của Muzeum Ziemi Pałuckiej (Bảo tàng Pałuki Land) và được thành lập vào năm 1972 theo đề nghị của những người đam mê vùng Pałuki, trong đó Żnin được coi là thủ đô. Bảo tàng đã thu thập nhiều đầu máy hơi nước. Một trong những chiếc lâu đời nhất là chiếc của Đức do Orenstein &amp; Koppel sản xuất tại Berlin năm 1900. Đầu máy Tx-1116 do Henschel &amp; Son (Kassel, 1918) và đầu máy Tx4-564 chế tạo bởi Hanomag (Hannover, 1923) cũng rất thú vị. Một sự hiếm hoi thực sự là đầu máy xe lửa Bỉ số 179 do Les Ateliers Metallurgiques Nivelles chế tạo với cách sắp xếp bánh xe độc đáo 4-6-2 ("Thái Bình Dương") và là chiếc duy nhất có phanh hơi. Ngoài ra còn có đầu máy hơi nước được sản xuất tại Nhà máy đầu máy Ba Lan đầu tiên ở Chrzanów, bao gồm cả Px38 đang hoạt động.
Bảo tàng Đường sắt Narrow Gauge ở Wenecja nằm dưới chân tàn tích của lâu đài thời trung cổ được xây dựng vào thế kỷ 14 bởi huyền thoại Mikołaj Nałecz. Khách du lịch có thể đi du lịch trên tuyến đường sắt khổ hẹp lịch sử Żnińska Kolej Powiatowa, dài 600 mm (1 ft 11+5⁄8 in) từ Żnin qua Wenecja đến Biskupin nổi tiếng với việc tái thiết khu định cư văn hóa Lusatian và Bảo tàng Khảo cổ học.